# Nuria Brancaccio
| jaar | rang enkelspel | rang dubbelspel |
| ---- | -------------- | --------------- |
| 2018 | 893            | 991             |
| 2019 | 858            | 570             |
| 2020 | 780            | 540             |
| 2021 | 429            | 446             |
| 2022 | 267            | 279             |
| 2023 | 209            | 352             |
| 2024 | 211            | 193             |

Nuria Brancaccio (Torre del Greco, 24 juni 2000) is een tennisspeelster uit Italië. Brancaccio begon met tennis toen zij vijf jaar oud was. Zij bereikt haar beste resultaten op gravel. Zij speelt rechtshandig en heeft een tweehandige backhand. Zij is actief in het internationale tennis sinds 2015.

## Persoonlijk
Brancaccio heeft een Spaanse moeder en een Italiaanse vader. Haar broer Raúl Brancaccio is ook een tennisser.

## Loopbaan

### Enkelspel
Brancaccio debuteerde in 2015 op het ITF-toernooi van Vallduxo (Spanje). Zij stond in 2021 voor het eerst in een finale, op het ITF-toernooi van Antalya (Turkije) – zij verloor van de Bosnische Dea Herdželaš. Een maand later veroverde Brancaccio haar eerste titel, op het ITF-toernooi van Antalya (Turkije), door de Zuid-Koreaanse Jang Su-jeong te verslaan. Tot op heden(juni 2025) won zij zes ITF-titels, de meest recente in 2025 in Aschaffenburg (Duitsland).
In 2021 speelde Brancaccio voor het eerst op een WTA-hoofdtoernooi, op het toernooi van Palermo. Zij stond in 2022 voor het eerst in een WTA-finale, op het WTA 125-toernooi van Bari – zij verloor van de Oostenrijkse Julia Grabher.

### Dubbelspel
Brancaccio was in het dubbelspel minder actief dan in het enkelspel. Zij debuteerde in 2017 op het ITF-toernooi van Getxo (Spanje), samen met de Spaanse Lucía Marzal Martínez. Zij stond in 2019 voor het eerst in een finale, op het ITF-toernooi van Tabarka (Tunesië), geflankeerd door landgenote Federica Arcidiacono – hier veroverde zij haar eerste titel, door het duo Paula Arias Manjón en Julyette Steur te verslaan. Tot op heden(juni 2025) won zij vier ITF-titels, de meest recente in 2023 in Santa Margherita di Pula (Italië).
In 2021 speelde Brancaccio voor het eerst op een WTA-hoofdtoernooi, op het toernooi van Rome, samen met landgenote Lucia Bronzetti. Zij bereikte de tweede ronde in Bari 2023 met de Argentijnse María Lourdes Carlé en in Parma 2023 met landgenote Sara Errani.
In september 2024 won Brancaccio haar eerste WTA-titel, op het WTA 125-toernooi van Ljubljana, samen met de Spaanse Leyre Romero Gormaz. Met de zelfde partner greep zij vroeg in november haar tweede, in Santa Cruz en later die maand de derde op het WTA 125-toernooi van Charleston.
In april 2025 kwam zij binnen op de top 150 van de wereldranglijst.

## Palmares
| Legenda                 |
| ----------------------- |
| Grandslamtoernooi       |
| Olympische Spelen       |
| Year-End Championships  |
| Premier Mandatory       |
| Premier Five / WTA 1000 |
| Premier / WTA 500       |
| International / WTA 250 |
| Challenger / WTA 125    |

### WTA-finaleplaatsen enkelspel
| nr.              | finale     | toernooi | ondergrond | tegenstandster | score    |         |
| ---------------- | ---------- | -------- | ---------- | -------------- | -------- | ------- |
| gewonnen finales |            |          |            |                |          |         |
| geen             |            |          |            |                |          |         |
| verloren finales |            |          |            |                |          |         |
| 1.               | 2022-09-11 | WTA Bari | gravel     | Julia Grabher  | 4-6, 2-6 | details |

### WTA-finaleplaatsen vrouwendubbelspel
| nr.              | finale     | toernooi       | ondergrond | partner             | tegenstandsters                   | score            |         |
| ---------------- | ---------- | -------------- | ---------- | ------------------- | --------------------------------- | ---------------- | ------- |
| gewonnen finales |            |                |            |                     |                                   |                  |         |
| 1.               | 2024-09-14 | WTA Ljubljana  | gravel     | Leyre Romero Gormaz | Lina Gjorcheska Jil Teichmann     | 5-7, 7-5, [10-7] | details |
| 2.               | 2024-11-02 | WTA Santa Cruz | gravel     | Leyre Romero Gormaz | Aliona Bolsova Valerija Strachova | 6-4, 6-4         | details |
| 3.               | 2024-11-23 | WTA Charleston | gravel     | Leyre Romero Gormaz | Kayla Cross Liv Hovde             | 7-6, 6-2         | details |
| verloren finales |            |                |            |                     |                                   |                  |         |
| geen             |            |                |            |                     |                                   |                  |         |

### Gewonnen ITF-toernooien enkelspel
| nr. | finale     | toernooi                 | dotatie  | ondergrond | tegenstandster in finale | score         |
| --- | ---------- | ------------------------ | -------- | ---------- | ------------------------ | ------------- |
| 1.  | 2021-03-07 | Antalya                  | $ 15.000 | gravel     | Jang Su-jeong            | 7-5, 6-4      |
| 2.  | 2023-01-15 | Buenos Aires             | $ 15.000 | gravel     | Julia Riera              | 6-4, 4-6, 7-5 |
| 3.  | 2024-06-30 | Tarvisio                 | $ 35.000 | gravel     | Dalila Spiteri           | 6-4, 6-2      |
| 4.  | 2024-07-07 | Rome                     | $ 35.000 | gravel     | Varvara Lepchenko        | 7-6, 6-1      |
| 5.  | 2025-04-27 | Santa Margherita di Pula | $ 35.000 | gravel     | Nastasja Schunk          | 6-7, 6-4, 6-1 |
| 6.  | 2025-07-13 | Aschaffenburg            | $ 40.000 | gravel     | Nikola Bartůňková        | 4-6, 6-4, 6-4 |